# Arcobaleno lunare

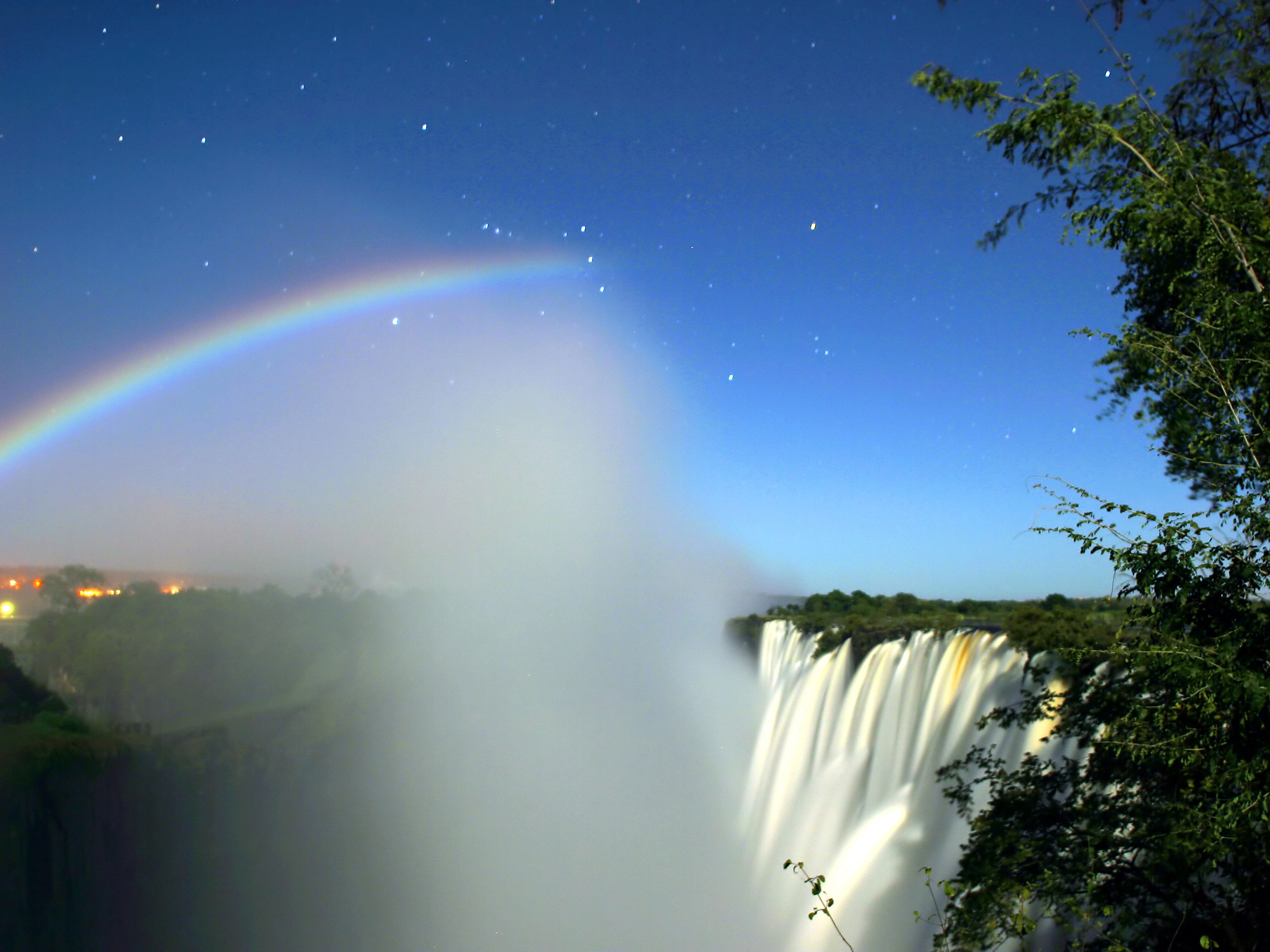
Foto di un arcobaleno lunare prodotto dalla dispersione della luce lunare sugli spruzzi d'acqua delle cascate Vittoria nel territorio dello Zambia.

Un arcobaleno lunare (noto anche come arcobaleno bianco, arco lunare o arcobaleno spaziale) è un raro fenomeno ottico analogo all'arcobaleno, ma prodotto dalla luce riflessa dalla superficie della Luna invece che dalla luce solare diretta. Gli arcobaleni lunari sono relativamente deboli, a causa della minore quantità di luce riflessa dalla superficie della Luna. Questo tipo di arcobaleno appare sempre nella parte opposta del cielo rispetto alla posizione della luna.
La luce è di solito troppo debole per eccitare i coni del colore degli occhi umani ed è perciò difficile per l'occhio distinguere i colori di un arco lunare. Di conseguenza, gli arcobaleni lunari spesso sembrano di colore bianco. I colori dell'arcobaleno possono essere messi in evidenza con le fotografie a lunga esposizione.

## Storia
Gli arcobaleni lunari furono citati per la prima volta nel trattato Meteorologica di Aristotele (risalente a circa il 350 a.C.). Il filosofo greco scrisse:
(Aristotele, Meteorologica, Libro III, parte II)
In tempi più recenti, lo scrittore Mark Twain rimase affascinato dal fenomeno degli arcobaleni lunari visibili alle isole Hawaii, scrivendo:
(Mark Twain, Roughing It 1866)

## Osservazione

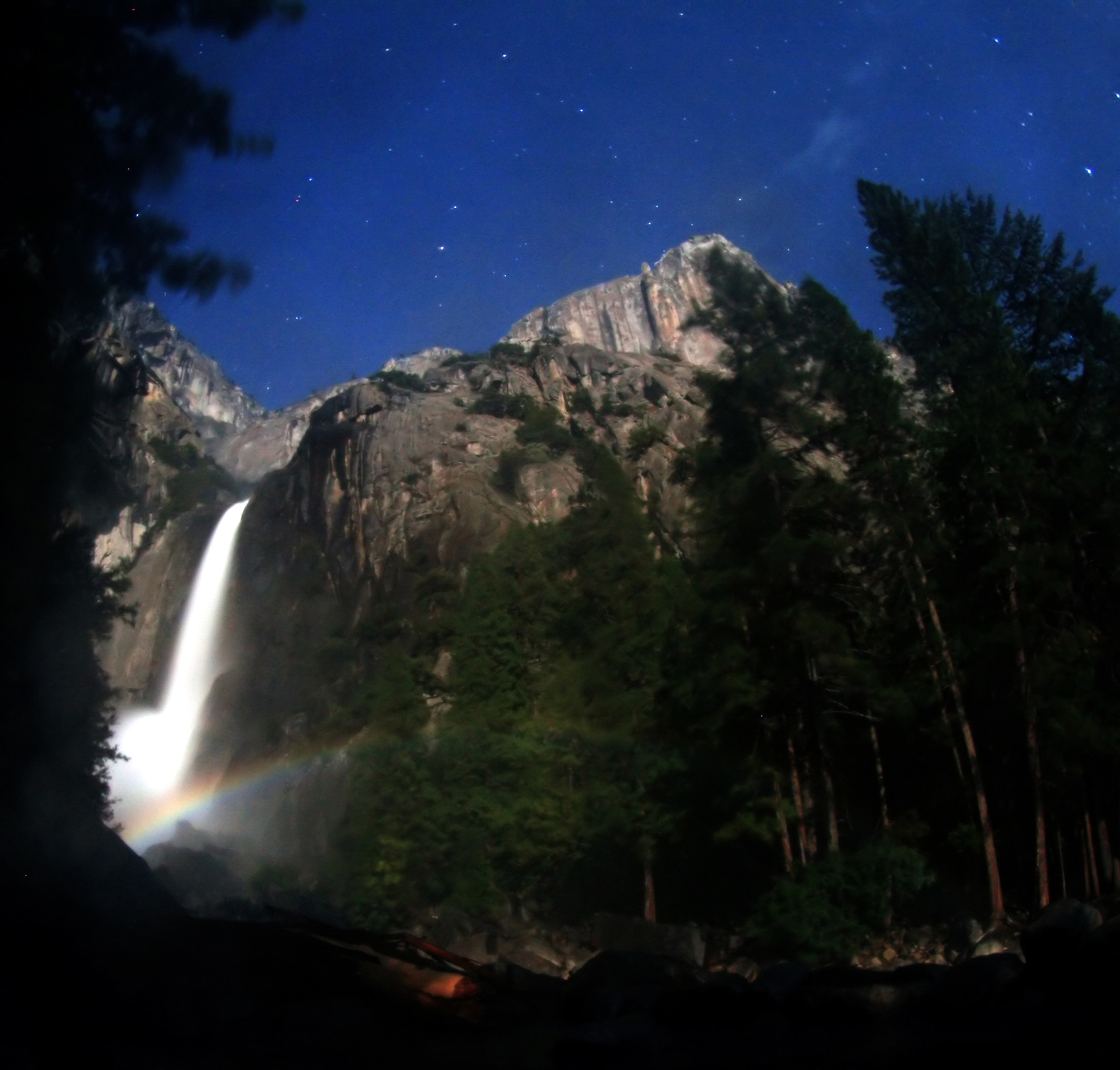
Arcobaleno lunare osservato in corrispondenza delle cascate dello Yosemite.

Un arco di Luna vero è illuminato dalla luce lunare stessa, non direttamente dal Sole. Al contrario, un arcobaleno a colori visto quando il sole tramonta o sorge, o in penombra, non è un arco lunare perché è ancora prodotto dalla luce solare.
È possibile osservare un arcobaleno lunare generalmente in corrispondenza delle cascate, dove le goccioline di acqua in sospensione lanciate dagli spruzzi e dai getti permettono di disperdere la luce riflessa dalla Luna. Le condizioni atmosferiche devono essere ottime, la Luna deve essere piena e il cielo deve essere oscuro in modo tale da poter osservare la debole luce dell'arco lunare. Tipicamente sono osservati al meglio poco dopo il tramonto o poco prima dell'alba.
In luoghi particolari, come nelle cascate dello Yosemite, le condizioni favorevoli affinché un arcobaleno lunare si verifichi possono essere previste in base a calcoli astronomici, permettendo di determinare le date e la posizione in cui è possibile osservare questo fenomeno. Altre cascate in cui è facile vedere un arcobaleno lunare sono le cascate Vittoria al confine fra lo Zambia e lo Zimbabwe.
Altri arcobaleni lunari sono stati osservati nell'isola Waimea dell'arcipelago delle Hawaii e nelle foreste della Costa Rica in America Centrale.

## Arcobaleno lunare doppio
Il 26 febbraio del 2013, nell'isola di Maui dell'arcipelago delle Hawaii nei pressi di Kaanapali è stato fotografato un arcobaleno lunare doppio poco dopo il tramonto alle ore 9.30 con un tempo di esposizione di venti secondi.